# Torymus magnificus
Torymus magnificus är en stekelart som först beskrevs av Osten-Sacken 1870. Torymus magnificus ingår i släktet Torymus och familjen gallglanssteklar. Inga underarter finns listade i Catalogue of Life.